# Jeff Heerema
Jeffrey Heerema, född 17 januari 1980, är en före detta professionell ishockeyspelare från Thunder Bay, Kanada. Han valdes av Carolina Hurricanes som 11:e spelare totalt i NHL-draften 1998.
Innan Heerema valde att dra sig tillbaka från professionell ishockey spelade han bland annat för Nottingham Panthers i EIHL liksom KHL Medveščak Zagreb i Kroatien.
Flera av Heeremas kusiner spelar eller har tidigare spelat professionell ishockey: Eric Staal spelar för närvarande i Buffalo Sabres, Marc Staal spelar för New York Rangers, Jordan Staal spelar för Carolina Hurricanes, och Jared Staal spelade tidigare i Carolinas farmarlag Charlotte Checkers och även i Edinburgh Capitals i EIHL.